# Rat à queue touffue
Neotoma cinerea
Espèce
Statut de conservation UICN

 LC  : Préoccupation mineure
Le rat à queue touffue (Neotoma cinerea) est une espèce de rongeurs de la famille des cricétidés qui vit en Amérique du Nord. Appelé aussi familièrement « rat porteur » car il a l'habitude de collecter divers petits objets pour constituer un nid dans sa tanière, tels que des tiges, des os, des feuilles et des débris.

## Répartition et habitat
On le trouve à l'ouest du Canada et des États-Unis. Il vit dans les montagnes, les escarpements rocheux, ainsi que les affleurements.

Carte de répartition

## Alimentation
Il se nourrit de feuilles, d'aiguilles, de fruits et de graines.